# Kovács Pál (kanonok)
Kovács Pál (Győr, 1802. január 25. – Pozsony, 1882. január 23.) bölcseleti és teológiai doktor, pozsonyi kanonok.

## Élete
1819-ben az esztergomi főegyházmegyei papok közé lépett; a bölcseletet Nagyszombatban, a teológiát Bécsben hallgatta. 1823. március 13-án fölszenteltetett. Segédlelkész volt Érseklélen, Patakon és Szőgyénben. 1828-ban a nagyszombati papnevelő tanár, 1833-ban érseki helyettes levéltárnok, szentszéki jegyző, 1837-ben pedig titkár lett; 1839. február 25-én a pataki plébániát kapta, 1863-ban lett alesperes, 1864. augusztus 1-jén vadkerti plébános és 1880-ban pozsonyi kanonok.

## Műve
- Assertiones ex universa theologia quas superatis praeviae rigorosis examinibus annuente inclyta facultate theologica in reg. scient. universitate hungarica por consequenda e theologia doctoratus laurea publice propugnandas suscepit... in seminario studiorum praefectus disputabitur in palatio r. univers majori mense Augusto 1830. Pestini